# アイソレーション (アルバム)
『アイソレーション』（Isolation）は、1984年に発表されたTOTOの5作目のアルバム。

## 概要
アルバム製作途中でリード・ボーカリストのボビー・キンボールが脱退。新たにトリリオンやル・ルーに在籍していたファーギー・フレデリクセンを迎え製作された（なお、本作はフレデリクセンがリードボーカルとして参加した唯一の作品である）。
また、前作『聖なる剣』のプロモーション・ビデオの撮影とツアーから正式加入していたベースのマイク・ポーカロが、オリジナル・アルバムの製作に正式メンバーとして参加するのも本作からである。
ゴールド・ディスクを獲得したが、前作『聖なる剣』のような成功は得られなかった。

## 収録曲
1. カルメン - "Carmen" (Paich, J. Porcaro) – 3:25
2. ライオン - "Lion" (Kimball, Paich) – 4:46
3. ストレンジャー・イン・タウン - "Stranger In Town" (Paich, J. Porcaro) – 4:47
4. エンジェル・ドント・クライ - "Angle Don't Cry" (Frederiksen, Paich) – 4:21
5. 愛を抱きしめて - "How Does It Feel" (Lukather) – 3:50
6. エンドレス - "Endless" (Paich) – 3:40
7. アイソレーション - "Isolation" (Frederiksen, Lukather, Paich) – 4:04
8. Mr. フレンドリィ - "Mr. Friendly" (Frederiksen, Lukather, Paich, J. Porcaro, M. Porcaro) – 4:22
9. チェンジ・オブ・ハート - "Change Of Heart" (Frederiksen, Paich) – 4:08
10. ホリーアンナ - "Holyanna" (Paich, J. Porcaro) – 4:19

### シングル
- "Stranger in Town" / "Change of Heart"
- "Holyanna" / "Mr. Friendly"
- "How Does It Feel" / "Mr. Friendly"
- "Angel Don't Cry" / "Mr. Friendly"
- "Endless" / "Isolation" ※イギリス盤のみ

## 参加ミュージシャン
- ファーギー・フレデリクセン - リード・ボーカル
- スティーヴ・ルカサー - ギター、ボーカル
- デヴィッド・ペイチ - キーボード、ボーカル
- スティーヴ・ポーカロ - キーボード、ボーカル
- ジェフ・ポーカロ - ドラム、パーカッション
- マイク・ポーカロ - ベース

### ゲスト・ミュージシャン
- ロンドン交響楽団 – 「愛を抱きしめて」「チェンジ・オブ・ハート」ストリングス
- ジェームズ・ニュートン・ハワード – 「愛を抱きしめて」「チェンジ・オブ・ハート」オーケストラ・アレンジ、指揮
- マーティ・ペイチ – 「愛を抱きしめて」「チェンジ・オブ・ハート」指揮
- レニー・カストロ – コンガ、パーカッション
- ジョー・ポーカロ – パーカッション
- マイク・コッテン – 「ストレンジャー・イン・タウン」シンセサイザー
- チャック・フィンドレー – トランペット
- ジェリー・ヘイ – トランペット、「ライオン」ホーン・アレンジ
- トム・スコット – サクソフォーン
- トム・ケリー – 「愛を抱きしめて」バック・ボーカル
- リチャード・ペイジ – 「愛を抱きしめて」バック・ボーカル
- ジーン・モアフォード – 「ストレンジャー・イン・タウン」ベース・ボーカル
- ボビー・キンボール – バック・ボーカル